# أنس البوعناني
أنس البوعناني هو رسام مغربي من مواليد سنة 1975 بمدينة أصيلة.
مدرس فنون تشكيلية، يعيش ويعمل بين أصيلة وأزمور.
وهو أيضًا عضو في الجمعية المغربية للفنون التشكيلية.